# Petäkari (klippor)
Petäkari är klippor i Finland.   De ligger i kommunen Nådendal i landskapet Egentliga Finland, i den sydvästra delen av landet, 160 km väster om huvudstaden Helsingfors.
Terrängen runt Petäkari är platt. Havet är nära Petäkari åt sydost.  Närmaste större samhälle är Åbo, 15,4 km nordost om Petäkari. 